# Masina (cheval)
Masina est une jument de course trotteur français, née en 1956 et morte en septembre 1973. Elle fit carrière dans les deux disciplines du trot (attelé et monté) et remporta notamment un Prix d'Amérique et deux Prix de Cornulier.

## Naissance et élevage
Massina nait en 1956 chez l'éleveur Henri Levesque sous la casaque duquel elle effectuera toute sa carrière (jaune aux brassards, croix de Lorraine et toque noirs) ; elle complètera dans chaque course cette parure d'un bonnet jaune. L'éleveur la nomme ainsi en hommage à l'actrice Giulietta Masina. Le père de la pouliche est Quinio, notamment vainqueur du Prix de France en 1942 et du Prix de Cornulier en 1945 sous les couleurs de Mme Olry-Roederer. Sa mère, Belgarde III, qui ne courut qu'en province, est une fille de Quiproquo II, vainqueur du Critérium des 3 ans en 1941.
Confiée au neveu d'Henri Levesque, François Brohier, la pouliche se révèle au débourrage fantasque et indisciplinée et refuse l'attelage en se couchant sur le côté,. Curieusement, tout rentre finalement dans l'ordre le jour où la décision est prise de lui attacher la queue,.

## Palmarès

### Classiques (Groupes I)
- Prix du Président de la République 1960
- Prix des Élites 1960
- Prix de Cornulier 1961, 1962
- Prix d'Amérique 1961
- Prix de Sélection 1961, 1962
- Critérium des 5 ans 1961
- Prix de Normandie 1961
- Prix de France 1962
- Prix de Paris 1962
- Grand Critérium de vitesse de la Côte d'Azur 1962

### Semi-classiques (Groupes II)
- Prix Éphrem Houel 1960
- Prix Philippe du Rozier 1960
- Prix de Croix 1961
- Prix de Buenos-Aires 1961
- Prix Hervé Céran-Maillard 1961
- Prix Pierre Plazen 1961
- Prix de Bretagne 1961
- Prix du Bourbonnais 1961

## Origines
| Origines de Masina, femelle, alezane. | Origines de Masina, femelle, alezane. | Origines de Masina, femelle, alezane. | Origines de Masina, femelle, alezane. |
| ------------------------------------- | ------------------------------------- | ------------------------------------- | ------------------------------------- |
| Père Quinio                           | Hernani III                           | Ontario                               | Bémécourt                             |
| Père Quinio                           | Hernani III                           | Ontario                               | Épingle                               |
| Père Quinio                           | Hernani III                           | Odessa                                | Faucon II                             |
| Père Quinio                           | Hernani III                           | Odessa                                | Ténébreuse                            |
| Père Quinio                           | Germaine                              | Phoenix                               | Trinqueur                             |
| Père Quinio                           | Germaine                              | Phoenix                               | Avize                                 |
| Père Quinio                           | Germaine                              | Lysistrata                            | Bémécourt                             |
| Père Quinio                           | Germaine                              | Lysistrata                            | Tunisie                               |
| Mère Belgarde III                     | Quiproquo II                          | Calumet Delco (USA)                   | Peter The Brewer (USA)                |
| Mère Belgarde III                     | Quiproquo II                          | Calumet Delco (USA)                   | Dillcisco (USA)                       |
| Mère Belgarde III                     | Quiproquo II                          | Ugalde                                | Nemrod                                |
| Mère Belgarde III                     | Quiproquo II                          | Ugalde                                | Nany                                  |
| Mère Belgarde III                     | Mi Fa Sol K                           | Enfant de Troupe                      | Quo Vadis                             |
| Mère Belgarde III                     | Mi Fa Sol K                           | Enfant de Troupe                      | Olga                                  |
| Mère Belgarde III                     | Mi Fa Sol K                           | Atalante II                           | Intermède                             |
| Mère Belgarde III                     | Mi Fa Sol K                           | Atalante II                           | Éléona                                |